# Échilleuses
Échilleuses je francouzská obec v departementu Loiret v regionu Centre-Val de Loire. V roce 2011 zde žilo 376 obyvatel.

## Sousední obce
Beaumont-du-Gâtinais (Seine-et-Marne), Boësses, Bromeilles, Givraines, Grangermont, La Neuville-sur-Essonne, Puiseaux,

## Vývoj počtu obyvatel
Počet obyvatel 